# Ladd Peebles Stadium

Le Ladd Peebles Stadium est un stade de football américain situé à Mobile en Alabama.